# البونان
البونان (به اسپانیایی: Albuñán) یک شهرستان در اسپانیا است.